# Guerilla (Band)
Guerilla war eine deutsche Hardcore-Punk-Band aus Stuttgart.

## Mitglieder
Die Mitglieder der Band waren weitgehend unbekannt. Mindestens zwei Mitglieder hatten zuvor in der Stuttgarter Oi!-Band Oi!genz gespielt. Auf Konzerten oder auf Covern waren die Guerilla-Mitglieder nur mit Masken zu sehen. Auf dem 2009er-Album Chapter IV. Emancipation wurde ein Lied gemeinsam mit dem Rapper Chaoze One eingespielt. Unmittelbar nach der Veröffentlichung des Albums löste sich die Band im Rahmen eines Abschiedskonzerts mit Riot Brigade und Meinhof im Januar 2009 auf.

## Stil

### Texte
In den Texten der Band war ihre linksradikale politische Haltung erkennbar. In den Texten wird der Wunsch nach einer sozialen bzw. wirtschaftlichen Revolution in Deutschland klar, und auch der Wunsch nach aktivem Antifaschismus. Hierbei wurden oft aktuelle Zustände beschrieben und kritisch hinterfragt, wie z. B. Armut, Ungerechtigkeit, Abschiebepolitik, Autorität, staatliche Repression etc. Es wurde der antistaatliche Sozialismus als Gesellschaftsform angestrebt.

### Musik
Die Musik der Band lässt sich dem Hardcore zuordnen, insbesondere auf dem ersten Album Virus Macht, das noch komplett auf Deutsch gesungen wurde. Den Stil behielten sie mit dem zweiten Album bei. Auf dem dritten Album Zona Antifascista wurden jedoch auch Elemente von anderen Subgenres des Punkrock mit eingemischt.

## Diskografie
- 2003: Virus Macht (MSM1279.Records)
- 2004: A Call to Arms (Twisted Chords)
- 2007: Zona Antifascista (Twisted Chords)
- 2009: Chapter IV. Emancipation (Concrete Jungle Records)